# Ceriana eumenioides
Ceriana eumenioides är en tvåvingeart som först beskrevs av Saunders 1842.  Ceriana eumenioides ingår i släktet griffelblomflugor, och familjen blomflugor. Inga underarter finns listade i Catalogue of Life.